# Susan de Vannes
Susan (en latin Susannus) fut évêque de Vannes de 838 à 849. Déposé à l'instigation du duc Nominoë, il était encore en vie en août 866.

## Carrière
Son prédécesseur Rénier (Regnarius) est mentionné pour la dernière fois dans un acte daté du 24 janvier 838. Le premier acte faisant mention de l'évêque Susan est du 16 avril suivant.
Le 24 juin 843, après s'être emparés de la ville de Nantes, des Normands massacrèrent l'évêque Gohard et de nombreux prêtres et fidèles dans la cathédrale, qu'ils incendièrent. Les habitants restaurèrent ensuite quelque peu l'édifice, et le 30 septembre suivant, l'évêque Susan de Vannes vint procéder à la cérémonie de reconsécration.
Susan fut accusé, avec d'autres évêques de Bretagne, de simonie. Selon le récit des Gesta Sanctorum Rotonensium, l'abbé Conwoïon de Saint-Sauveur de Redon (sur le territoire du diocèse de Vannes) prit l'initiative d'aller dénoncer cette situation auprès du duc Nominoë, et lui demanda d'y remédier. Le duc réunit alors une assemblée des « évêques, docteurs et juristes » de la province, qui décida que deux évêques élus par leurs pairs, accompagnés par l'abbé Conwoïon, se rendraient à Rome auprès du pape Léon IV. Les deux évêques choisis furent Susan et un autre nommé Félix.
L'auteur des Gesta Sanctorum Rotonensium prétend que le pape réunit un concile qui condamna sévèrement la simonie pratiquée. Selon l'auteur de la Chronique de Nantes, plus proche de la vérité sur ce point, Léon IV répondit que l'affaire relevait d'un synode provincial autour de l'archevêque de Tours, dont dépendait la Bretagne. Le souverain pontife envoya en tout cas deux lettres, une adressée à Nominoë, une autre aux évêques bretons.
La délégation envoyée à Rome rentra sans doute en février 849. Au cours du printemps 849, Nominoë organisa une nouvelle assemblée dans une résidence officielle (aula) appelée Coëtlou et fit déposer plusieurs évêques : selon la Chronique de Nantes, ce furent Susan de Vannes, Félix de Quimper, Salocon d'Aleth et Libéral de Léon ; ces quatre accusés auraient tout avoué, mais sous la contrainte. 
L'évêque Susan n'était toujours pas remplacé le 29 juillet 849. Il l'était le 14 mai 850, par Courantgen.
Les évêques francs s'assemblèrent en concile à l'été 850 autour de Landran, archevêque de Tours, et adressèrent une lettre à Nominoë pour lui reprocher un grand nombre de forfaits : entre autres, le duc aurait refusé de recevoir et de se faire lire la lettre du pape, et aurait ainsi expulsé de leurs sièges des évêques légitimes.
Le concile franc de Soissons réuni du 18 au 25 août 866 écrivit une lettre au pape Nicolas Ier à propos de l'affaire du « schisme » breton : on y apprend que Susan de Vannes était alors toujours vivant (sans doute installé en territoire franc), alors qu'un « intrus » (Courantgen) occupait son siège.